# Episodi di Hustle - I signori della truffa (settima stagione)
In Italia la stagione è stata trasmessa in prima visione su Joi, canale a pagamento della piattaforma Mediaset Premium, dal 19 novembre al 3 dicembre 2014.
| nº | Titolo originale       | Titolo italiano       | Prima TV UK      | Prima TV Italia  |
| -- | ---------------------- | --------------------- | ---------------- | ---------------- |
| 1  | As Good As It Gets     | La nipote di Eddie    | 7 gennaio 2011   | 19 novembre 2014 |
| 2  | Old Sparks Come New    | L'avida e il castello | 14 gennaio 2011  | 19 novembre 2014 |
| 3  | Clearance from a Deal  | La roulette Wendell   | 21 gennaio 2011  | 26 novembre 2014 |
| 4  | Benny's Funeral        | Mister Dent           | 28 gennaio 2011  | 26 novembre 2014 |
| 5  | The Fall of Railton FC | Un colpo di testa     | 11 febbraio 2011 | 3 dicembre 2014  |
| 6  | The Delivery           | Scacco alla mafia     | 18 febbraio 2011 | 3 dicembre 2014  |